# Furcifer minor
Furcifer minor este o specie de cameleoni din genul Furcifer, familia Chamaeleonidae, descrisă de Günther 1879. A fost clasificată de IUCN ca specie în pericol. Conform Catalogue of Life specia Furcifer minor nu are subspecii cunoscute.